# دختر پاریسی (نقاشی رنوآر)
دختر پاریسی (به فرانسوی: La Parisienne) نقاشی رنگ روغنی از پیر آگوست رنوآر است که اکنون در موزه ملی ولز نگهداری می‌شود. رنوآر این نقاشی را در سال ۱۸۷۴ تکمیل کرد. دختر پاریسی در نخستین نمایشگاه دریافتگری به نمایش درآمد.

## تاریخچه
رنوآر این نقاشی را در سال ۱۸۷۴ به پایان رساند و آن را دختر پاریسی نام نهاد. مدل، بازیگر تئاتر، مادام آنریت آنریو بود که بین سال‌های ۱۸۶۳–۶۸ در تئاتر اودئون نقش‌آفرینی می‌کرد و زمانی که ۱۷ سال داشت به شهرت رسیده بود.
دختر پاریسی در نخستین نمایشگاه دریافتگری به نمایش درآمد. نمایش آن بسیار شوکّه‌کننده و جنجال‌برانگیز بود. بازدیدکنندگان نمایشگاه در آن زمان، نگاه خیرهٔ زن جوان نقاشی‌شده در تابلوی دختر پاریسی و همچنین نمایش یافتن مچ پایش را نشان‌دهندهٔ اهل لاس زدن بودن او می‌دانستند.
دختر پاریسی در سال ۱۹۱۳ توسط مجموعه‌دار ولزی، گاندولین دیویس خریداری و بعدها به موزه ملی ولز اهدا شد. امروزه این نقاشی جزو نقاشی‌های محبوب موزه ملی ولز است.

## توصیف
دختر پاریسی زن جوانی را در یک پیراهن بلند آبی‌رنگ در حال پوشیدن دستکش‌هایش نشان می‌دهد. رنوآر پیراهن مدل را با جزئیات بسیار نقاشی کرده است. اطراف مدل فضای خالی به گونه‌ای نقاشی شده است که حس معلق بودن آن را منتقل می‌کند.

## نگارخانه

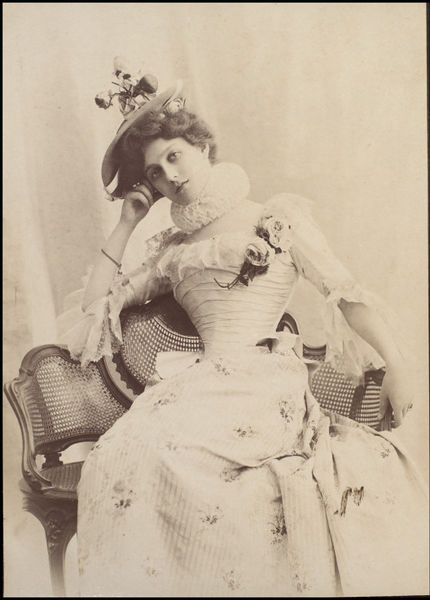
آنریت آنریو، حدود ۱۹۰۰

## یادداشت
1. ↑  Henriette Henriot